# Шумилов, Михаил Ильич
Михаи́л Ильи́ч Шуми́лов (13 октября 1925 — 22 ноября 2019) — советский и российский историк, доктор исторических наук (1967), профессор (1971), заслуженный деятель науки РСФСР (1976), заслуженный деятель науки Карельской АССР (1970), почётный работник высшего профессионального образования Российской Федерации (1999).

## Биография
Родился в многодетной крестьянской семье. Отец — Илья Андреевич, участник Гражданской и Великой Отечественной войны. После войны работал председателем Каргопольского городского совета, а затем, до выхода на пенсию — председателем колхоза.
В декабре 1944 года, после окончания средней школы в Каргополе, поступил на историко-филологический факультет Карело-Финского государственного университета. Во время студенчества увлекался изобразительным искусством, посещал студию при Доме народного творчества. Руководил студией Зайцев М.В.
На втором курсе университета познакомился с Суло Юнтуненом, впоследствии ставшим другом ему на всю жизнь.
В 1948 году работал методистом на кафедре философии. Дипломная работа была посвящена истории Кижского восстания.
После окончания в 1949 году Карело-Финского государственного университета назначен на должность директора лекционного бюро Комитета по делам культурно-просветительных учреждений при Совете Министров Карело-Финской ССР.
В 1950—1960 годах работал старшим научным сотрудником Института истории партии при Карельском областном комитете КПСС. В 1955 году защитил защитил кандидатскую диссертацию «Борьба большевистских организаций Карелии за победу и упрочение Советской власти (1917—1918 гг.)».
С 1960 года работал в Петрозаводском государственном университете: доцент. В 1967 году защитил в Ленинградском университете докторскую диссертацию «Деятельность большевистских организаций Севера России в период Великой Октябрьской социалистической революции и гражданской войны (1917—1920 гг.)». В 1970 году избран заведующим кафедрой отечественной истории ПетрГУ.
В 1971—1973 годах — проректор по учебной работе, в 1973 —1991 годах — ректор Петрозаводского государственного университета.
Почётный гражданин Петрозаводска (1998).

## Семья
- Супруга — Ирина Петровна Покровская (1926—2005), кандидат экономических наук, заслуженный экономист Карельской АССР, работала старшим научным сотрудником Института экономики Карельского научного центра РАН.
- Сын — историк Михаил Шумилов (род. 1957)[4][5], окончил ЛГУ по специальности «история КПСС».
- Дочь — экономист Татьяна Шумилова (род. 1958).
- Дочь — экономист Марина Шумилова (род. 1958).

## Награды и звания
- Орден Почёта (2000) — за заслуги в обучении и воспитании учащихся, подготовку высококвалифицированных специалистов и многолетний добросовестный труд[6]
- Орден Дружбы народов
- Почётное звание «Заслуженный деятель науки РСФСР» (1976)
- Почётное звание «Заслуженный деятель науки Карельской АССР» (1970)
- Знак «Почётный работник высшего профессионального образования Российской Федерации» (2000)

## Сочинения
Шумилов М. И. — автор более 150 научных работ, в том числе 15 монографий, а также учебных пособий по истории России.
- Октябрьская революция на Севере России. — Петрозаводск, 1973
- Страницы истории Петрозаводского государственного университета 1940—2000. — Петрозаводск, 2005 (в соавторстве)
- История Карелии с древнейших времён до наших дней. — Петрозаводск, 2001 (в соавторстве)
- История России: конец XIX — начало XXI века. — СПб, 2008 (в соавторстве)